# The Last Hard Men
The Last Hard Men fue un supergrupo de metal alternativo formado por Sebastian Bach (vocalista de Skid Row), Jimmy Flemion (guitarrista de The Frogs), Kelley Deal (guitarrista de The Breeders) y Jimmy Chamberlin (baterista de Smashing Pumpkins). El grupo grabó un álbum homónimo bajo el sello Atlantic Records, sin embargo optaron por no lanzarlo al mercado oficialmente.

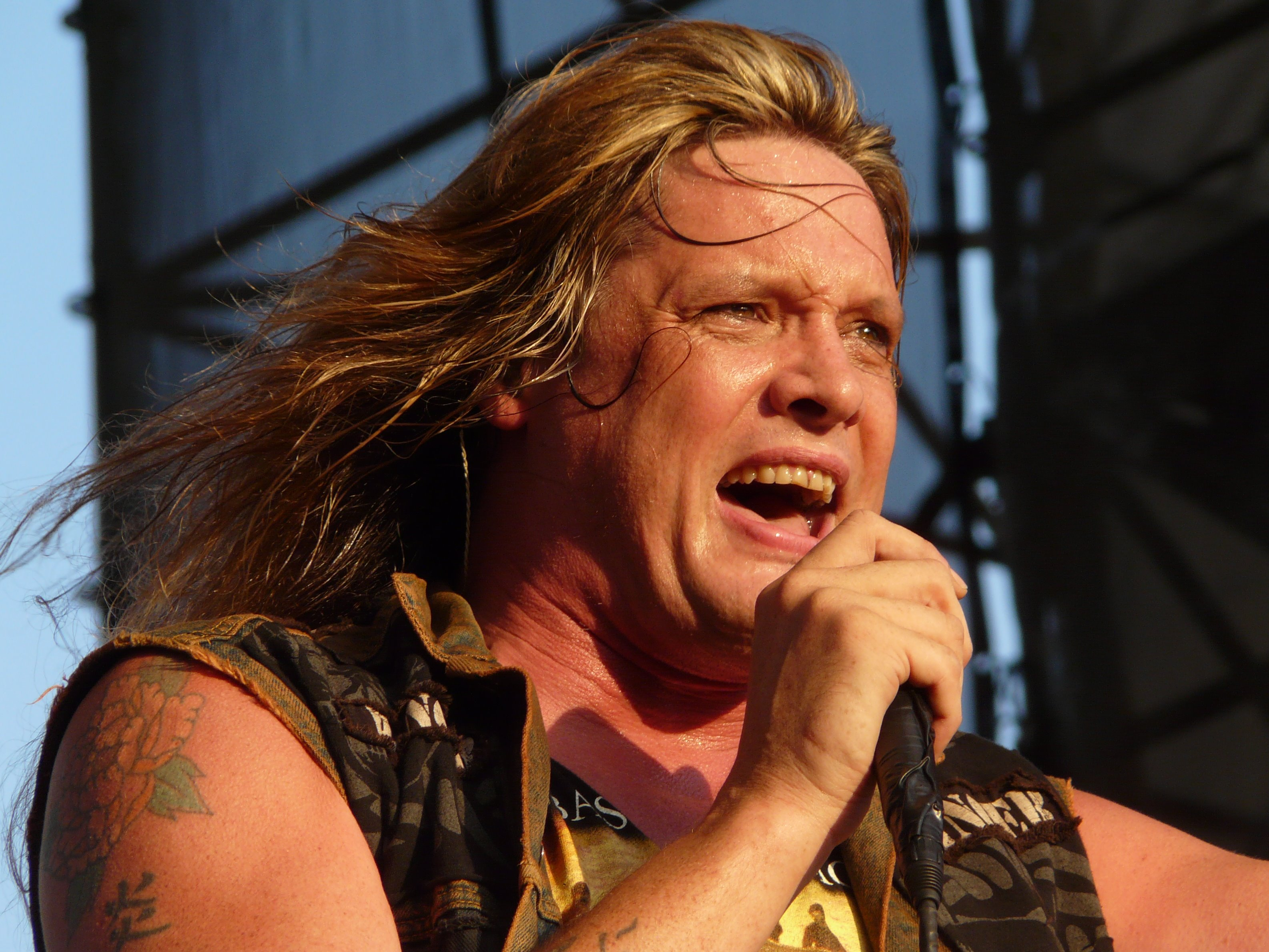
Sebastian Bach, vocalista de The Last Hard Men.

## The Last Hard Men (1998)
1. The Last Hard Men
2. Fucked Over Jesus
3. That Very Night
4. 'Interlude - Sebastian Bach Questions
5. The Most Powerful Man in the World
6. Sleep
7. Baby, I'm King
8. Interlude - Kelley Deal Questions
9. Who Made You Do It
10. "If You Wanna Rock, Go To The Quarry"
11. Spider Love
12. I Hate The Way You Walk
13. Interlude - Jimmy Flemion Questions
14. When the Longing Goes Away
15. Candy Comes
16. Play in the Clouds
17. Interlude - Jimmy Chamberlin Questions
18. Satan's in the Manager
19. Destiny
20. Mail
21. Interlude

## Personal
- Sebastian Bach (voz)
- Jimmy Flemion (guitarra, bajo)
- Kelley Deal (guitarria, bajo)
- Jimmy Chamberlin (batería)